# 연우 (연호)
연우(延祐, 1314년 1월 ~ 1320년)는 원나라 인종(仁宗) 아유르바르와다 부얀투 칸의 두번째 연호이다. 6년 11개월 가량 사용하였다. 시데발라 게겐 칸(영종)의 즉위 후 개원 할 때까지 사용하였다.

## 개원
- 황경(皇慶) 3년 1월 22일[1](율리우스력 1314년 2월 7일)에 연호를 연우(延祐)로 개원함.[2][3][4][5]

- 연우(延祐) 7년 12월 1일[6](율리우스력 1320년 12월 30일)에 연호를 지치(至治)로 정하고, 다음 해 1월 1일[7](율리우스력 1321년 1월 29일)에 개원함.[8][9][10][5]

## 연대 대조표
| 연우 | 서기(西紀) | 간지(干支) |
| 원년 | 1314년     | 갑인(甲寅) |
| 2년  | 1315년     | 을묘(乙卯) |
| 3년  | 1316년     | 병진(丙辰) |
| 4년  | 1317년     | 정사(丁巳) |
| 5년  | 1318년     | 무오(戊午) |
| 6년  | 1319년     | 기미(己未) |
| 7년  | 1320년     | 경신(庚申) |

## 동시대 연호

### 베트남
- 흥롱(興隆) (1293년 ~ 1314년)
- 다이카인(大慶) (1314년 ~ 1323년)

### 일본
- 쇼와(正和) (1312년 ~ 1317년)
- 분포(文保) (1317년 ~ 1319년)
- 겐오(元應) (1319년 ~ 1321년)

## 같이 보기
- 중국의 연호